# Luděk Stukbauer
Luděk Stukbauer (* 7. března 1954 České Budějovice) je český malíř. Žije a pracuje v Hluboké nad Vltavou. Jeho díla byla představena na řadě výstav u nás i v zahraničí, zastupuje jej několik galerií. Na jeho obrazech se jako témata objevují lidé, příroda a hudba, resp. hudebníci.

## Životopis
Po maturitě na Jirsíkově gymnáziu v Českých Budějovicích studoval obory výtvarná výchova a matematika na Pedagogické fakultě v Českých Budějovicích a Pedagogické fakultě Univerzity Karlovy v Praze. Pracoval jako učitel, později jako programátor. Od roku 1992 se věnuje pouze malbě.

## Tvorba
Luděk Stukbauer se věnuje malbě technikou olejové lazury na plátně nebo na dřevě. V 90. letech 20. století vytvořil působivý cyklus obrazů na dřevě ze starých školních lavic. Jeho velká plátna bývají hustě zalidněna a obsahují celou řadu motivů, příběhů a odkazů. Muži a ženy, lidská pospolitost i samota, město, krajina se zbytky přírody a také hudba, to jsou oblíbená témata Stukbauerových obrazů. Kritik umění Vladimír Just o Stukbauerovi a jeho tvorbě napsal: Vytváří vlastní komplikovaný obraz problémů současného světa s četnými odkazy ke starým mistrům, moderní literatuře, mytologii a hudbě... Stukbauer ... je solitérem, stojícím důsledně mimo všechny existující skupiny a proudy...

## Výstavy
Vystavoval samostatně i na řadě společných výstav; nejen v Česku, ale také v Rakousku, Německu, Itálii, Irsku, Polsku, Švýcarsku a na Slovensku.

## Ilustrace
Výtvarně doprovodil knihu Etiopské bajky a pohádky. Ilustrace jsou tvořeny výřezy, „detaily z velkého plátna Etiopia, na němž je v surreálné „africké“ krajině umístěna řada motivů jednotlivých bajek. Stukbauer zde společně s překladatelem pohádek a autorem knížky po svém komentuje, vypravuje a dotváří fugu prastarých příběhů. Jeho tvorba jako by byla pro drsný humor etiopských pohádek dávno stvořená.“ Obdobně namaloval obraz Kouří se z Čech pro sbírku básní Ondřeje Fibicha Svantovítský relikviář.

## Spolupráce s galeriemi
Dlouhodobě Luděk Stukbauer spolupracuje s Galerií Lazarská v Praze a s Komorní galerií u Schelů v Českých Budějovicích, a to už od 90. let 20. století.

## Galerie

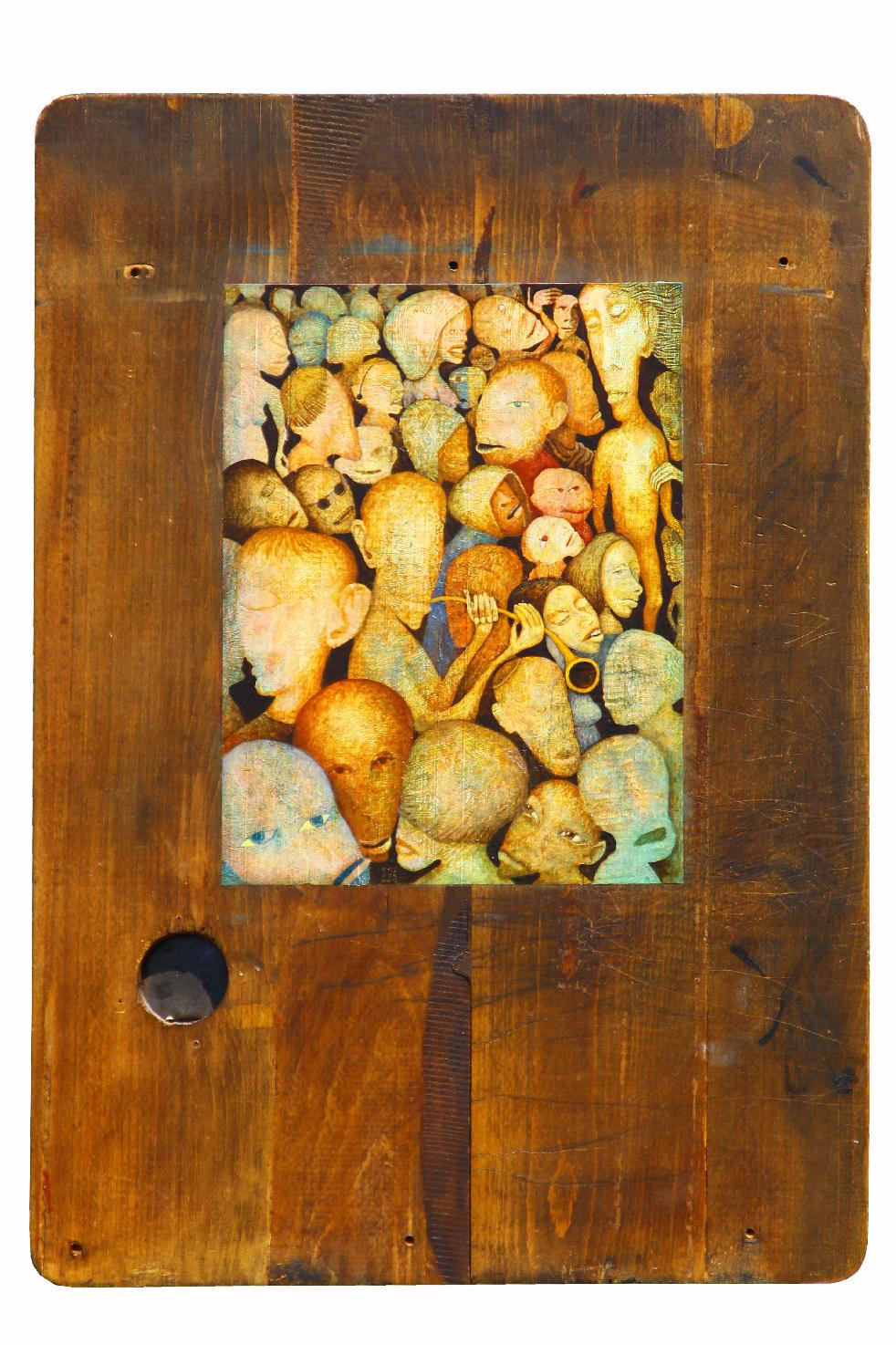
Ecce homo, 1995, olej na dřevě, 40 x 60 cm
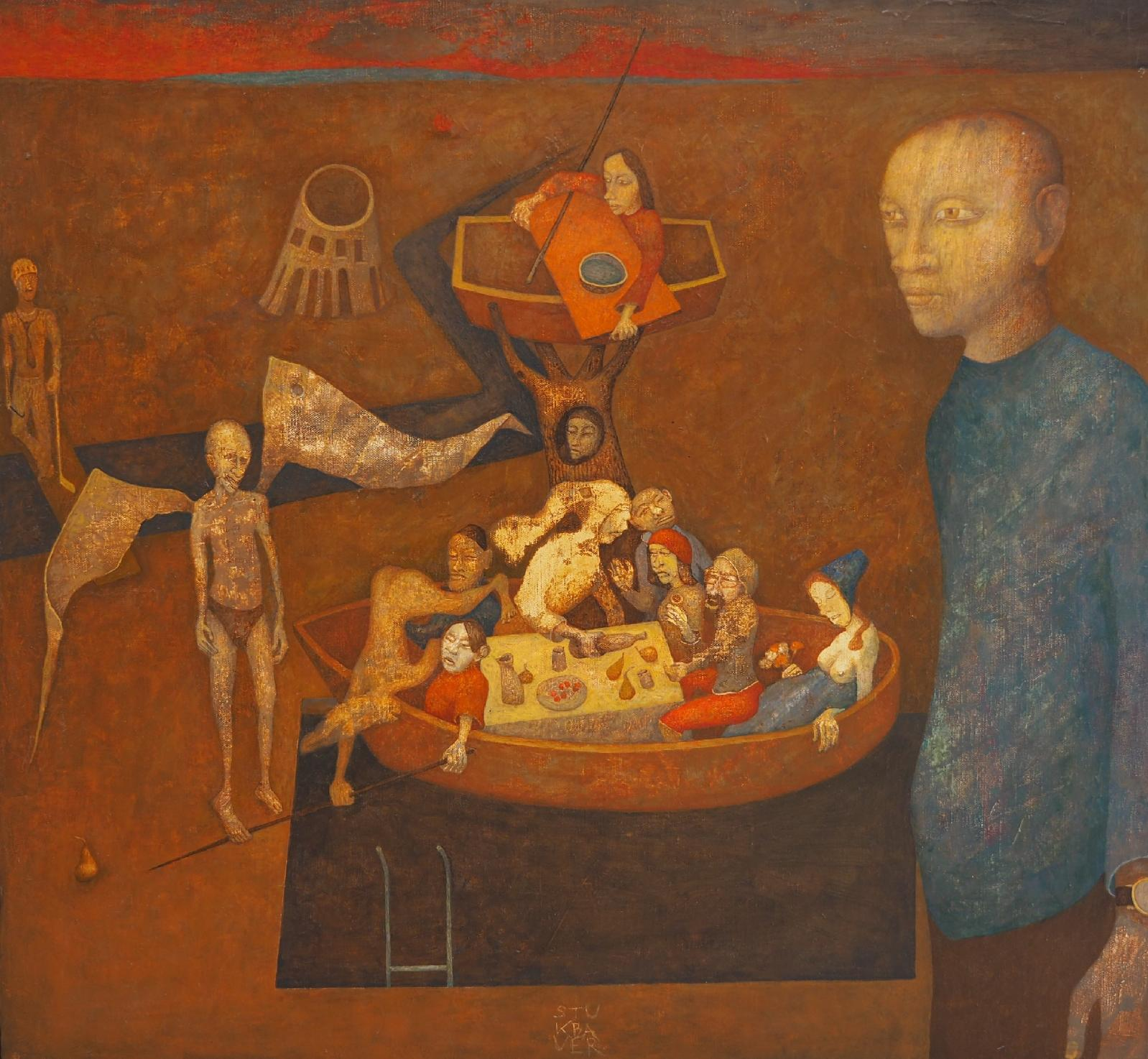
Posel, 2007, olej na plátně, 70 x 66 cm
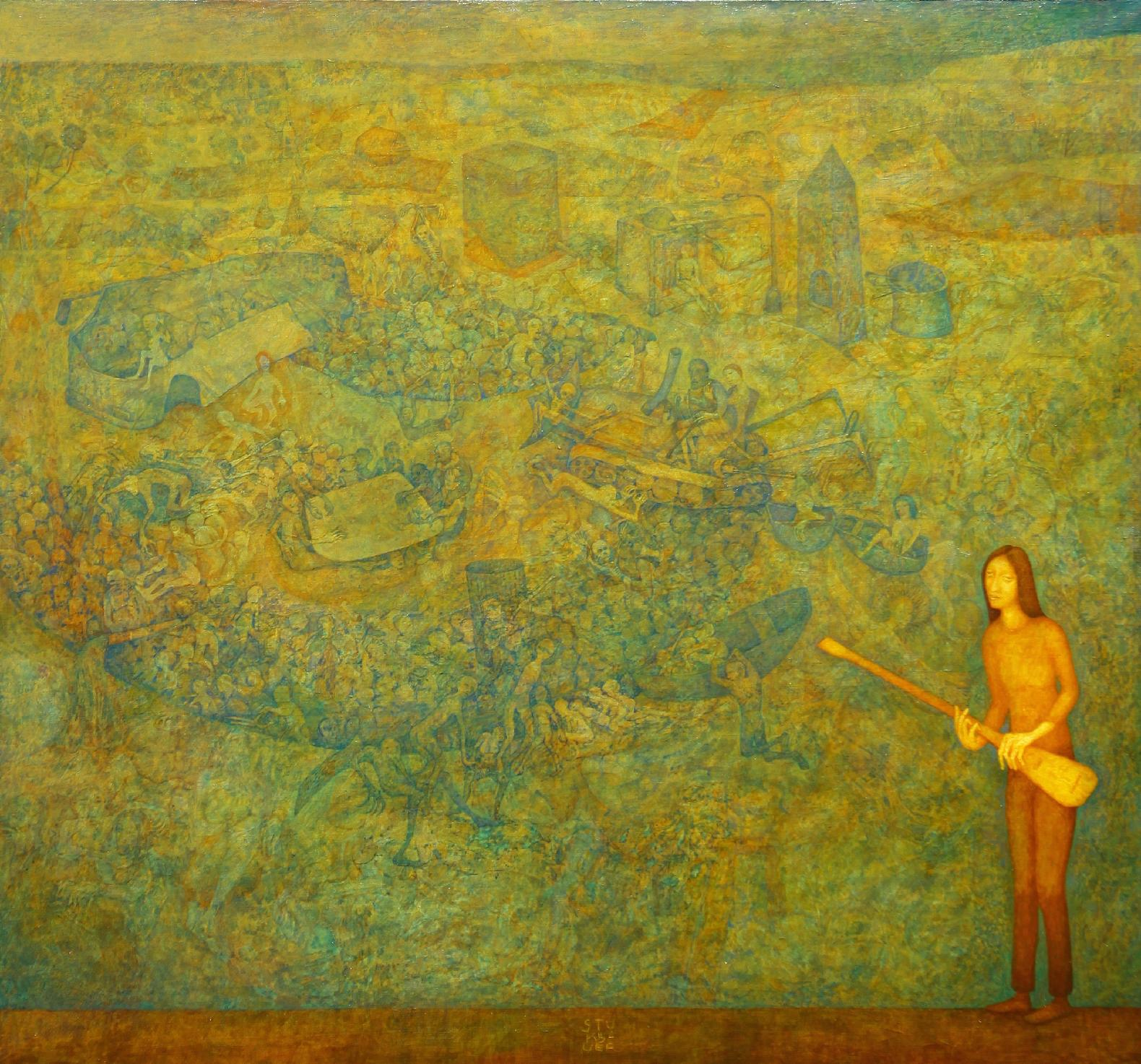
Událost v krajině, olej na plátně, 105 x 100 cm
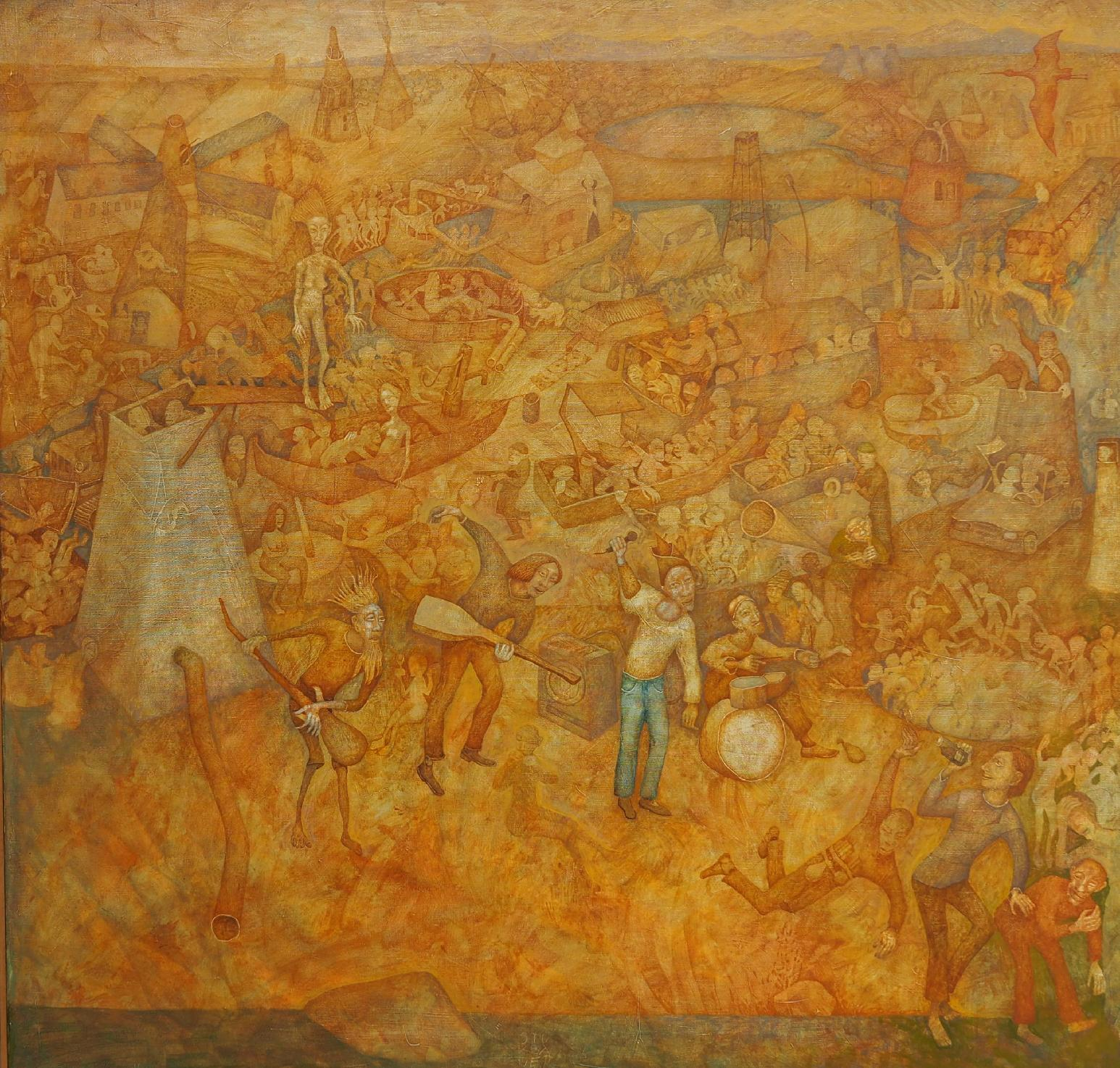
Jezdci, 2007, olej na plátně, 105 x 100 cm
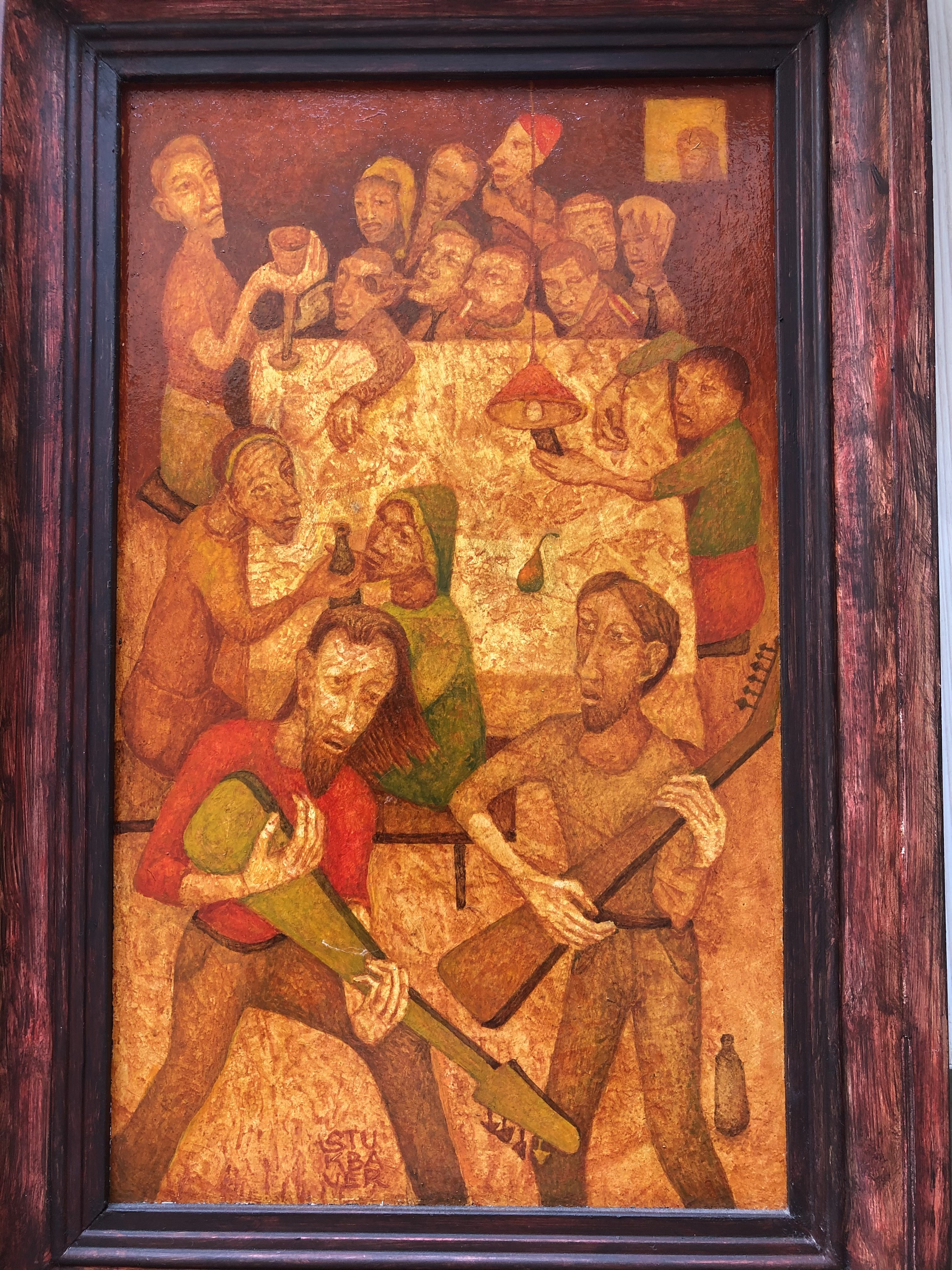
Stůl, 2008, olej na plátně, 19 x 32 cm